# Vissvassfjärden

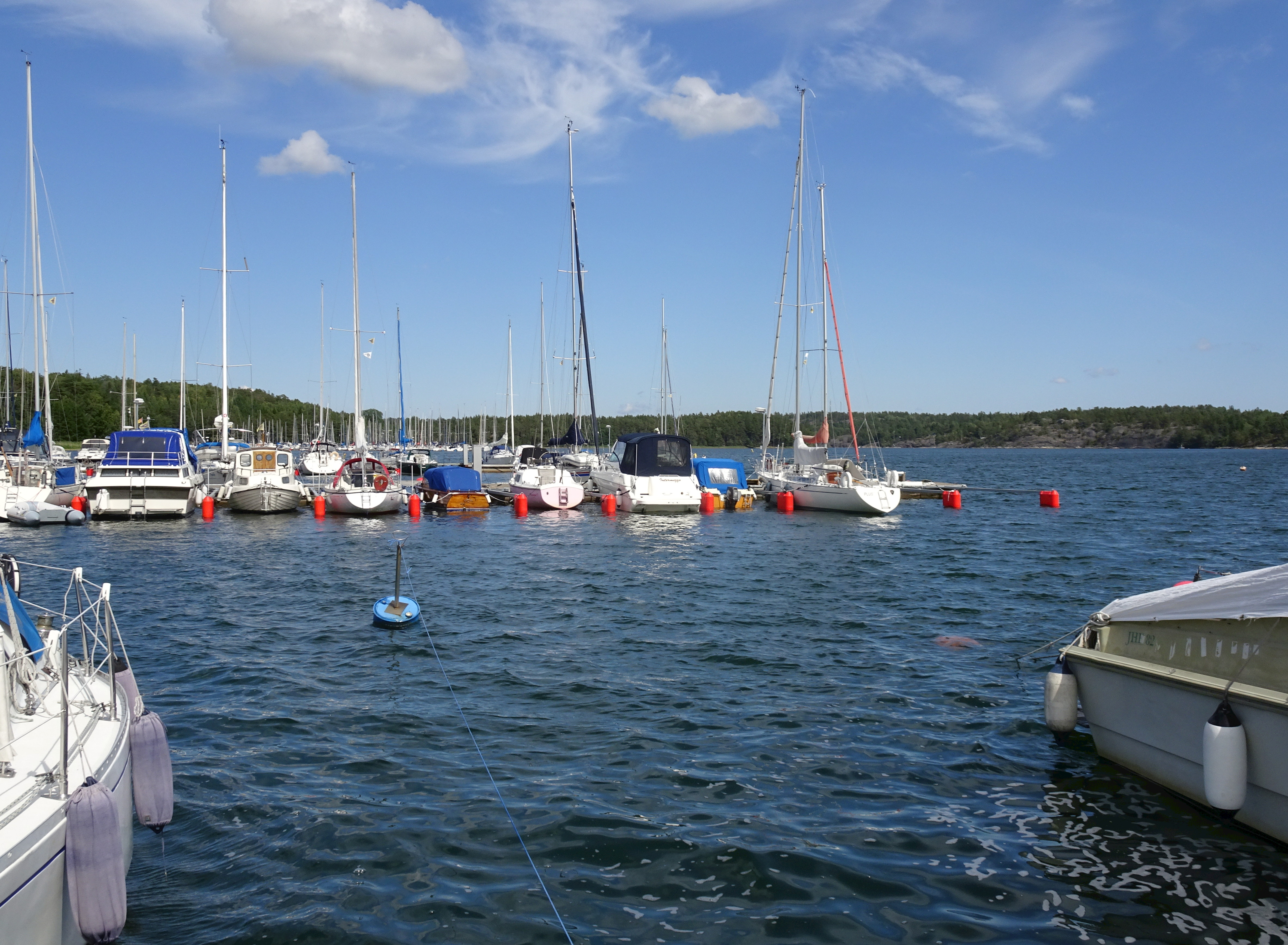
Vissvassfjärden sedd från Åva båtsällskap.

Vissvasfjärden är en fjärd av Östersjön i Tyresö kommun, Stockholms län. Södra halvan av fjärden är en del av Tyresta naturreservat.

## Beskrivning
Vissvassfjärden har sitt namn efter den medeltida byn Vissvass som låg vid fjärdens västra sida. Förleden ”vissvass” omnämns 1460 som wideswas. På fornsvenskan betyder ordet wide buskage, som kan tolkas som platsen med buskage av vass eller vassruggar. Just i området där byn Vissvass låg finns en vik, den så kallade Maren, som genom landhöjning håller på att växer igen med bland annat vass.
Djupet i Vissvassfjärden är omkring 10 meter, i norra delen ända upp till 26 meter. Maren har en djup av 0,6 meter. I norr ansluter Ällmorafjärden och i söder Åvaviken. Intill Vissvassfjärden finns två båtklubbar Trollbäckens och Åva båtsällskap. Enligt kommunens nya översiktsplanen som sträcker sig fram till år 2035 skall Vissvass utvecklas till en ”viktig plats för båtlivet i Tyresö” vilket har mött kritik av båtfolk och länsstyrelsen.